# Aylmerton
Aylmerton – wieś w Anglii, w hrabstwie Norfolk, w dystrykcie North Norfolk. Leży 32 km na północ od Norwich i 182 km na północny wschód od Londynu.
W 2001 miejscowość liczyła 435 mieszkańców.